# Eugene Fodor
Eugene Fodor (Denver, 5 marzo 1950 – Contea di Arlington, 26 febbraio 2011) è stato un violinista statunitense.

## Biografia
Eugene Fodor nacque a Denver in Colorado. Iniziò a studiare il violino nel 1958 con Harold Wippler. Completati gli studi nel 1968, continuò a studiare con Ivan Galamian alla Juilliard School di New York, con Josef Gingold all'Indiana University di Bloomington e per due anni con Jascha Heifetz all’University of Southern California di Los Angeles.
Nel 1972 Fodor all'età di 22 anni vinse il 1º premio al Concorso internazionale Niccolò Paganini di Genova. Nel 1974 ottenne il 2º premio ex aequo al Concorso internazionale Čajkovskij di Mosca. Questo premio aumentò ulteriormente la sua fama, in un periodo di guerra fredda tra Stati Uniti e Unione Sovietica. Al suo ritorno negli Stati Uniti avviò una carriera internazionale. Nello stesso periodo firmò un contratto di registrazione con la RCA Red Seal.
La sua carriera è diminuita alla fine degli anni ottanta. Nel 1989 sull'isola Martha's Vineyard (Massachusetts) fu arrestato per possesso di droga; questo fatto, che ha avuto risonanza nazionale, lo mise in cattiva luce all'opinione pubblica.
Dopo anni di lotta contro l'alcool e la tossicodipendenza, Fodor morì nella Contea di Arlington (Virginia) all’età di 60 anni.